# Spartan C3
Dimensions
Le Spartan C3 a été un avion biplan à trois places conçu et construit par la Spartan Aircraft Company dans les années 1920.

## Développement
L'avion a été originellement développé comme le Mid-Continent Spartan en 1926. La société a été réorganisée comme Spartan Aircraft Company en 1928 et la série d'avions Spartan C3 a été construite entre cette année et 1930. 
Le C3 est un avion de construction tubulaire, fait de bois et de tissu avec deux cockpits ouverts pouvant accueillir trois personnes, et l'empennage a une forme distinctive "carré arrondi". 
Environ 122 exemplaires ont été réalisés avec différents moteurs, sous des désignations différentes.

## Histoire opérationnelle

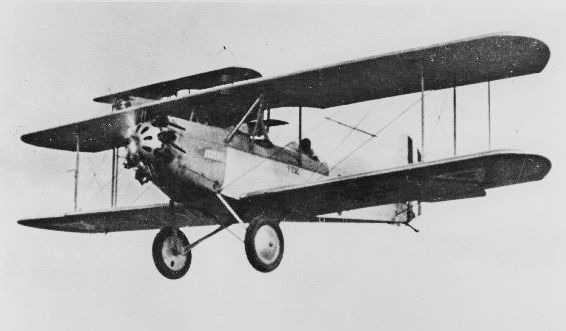
Spartan C3 d'époque

La C3 a été utilisé par les écoles de vol pour l'enseignement de la formation de pilote. 
Des entreprises l'ont utilisés pour sa capacité de deux passagers dans des opérations de voltiges aériennes (barnstorming) avec acrobates. 
En 2001, il n'y a plus que 3 avions Spartan C3 aux États-Unis, dont deux étaient en état de navigabilité.

En 2009, il n'y a plus qu'un seul exemplaire en état de navigabilité, détenu et exploité par Lee Kunze de Howards Grove, dans le Wisconsin.

## Variantes

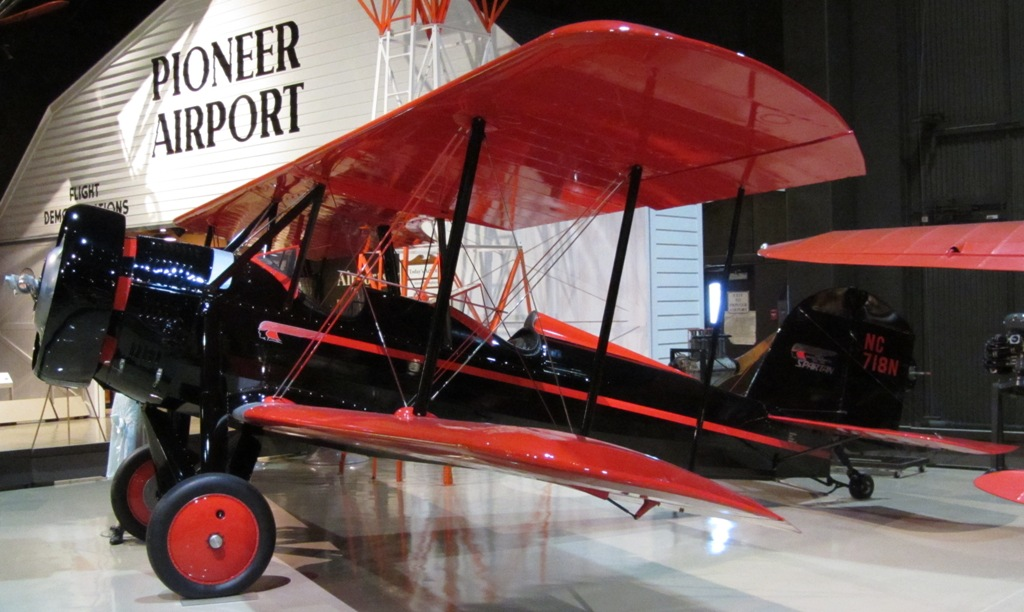
Spartan C3-225

(Informations depuis site http://www.aerofiles.com)
C3-1125 ch: moteur Ryan-Siemens en étoile (production principale - approximatif 100 exemplaires) ;
C3-2120 ch: moteur Walter (aussi connu comme C3-120) ;
C3-3170 ch: moteur Curtiss Challenger ;
C3-4115 ch: moteur Axelson A ;
C3-165165 ch: moteur Wright J-6-5 (initialement connu comme C3-5) ;
C3-166165 ch: moteur Comet 7-E ;
C3-225225 ch: moteur Wright J-6.